# Kanton Poitiers-4
Kanton Poitiers-4 (fr. Canton de Poitiers-4) je francouzský kanton v departementu Vienne v regionu Poitou-Charentes. Skládá se z části města Poitiers a obce Saint-Benoît.